# 泼河水库
泼河水库位于中国河南省信阳市光山县、新县，地处大别山北麓，是以防洪、灌溉为主，兼顾养鱼、发电、城镇供水和旅游等功能的大（二）型水库。